# Galgenen
Galgenen ist eine politische Gemeinde im Bezirk March des Kantons Schwyz in der Schweiz. Zu Galgenen gehört auch ein Teil der Ortschaft Siebnen.

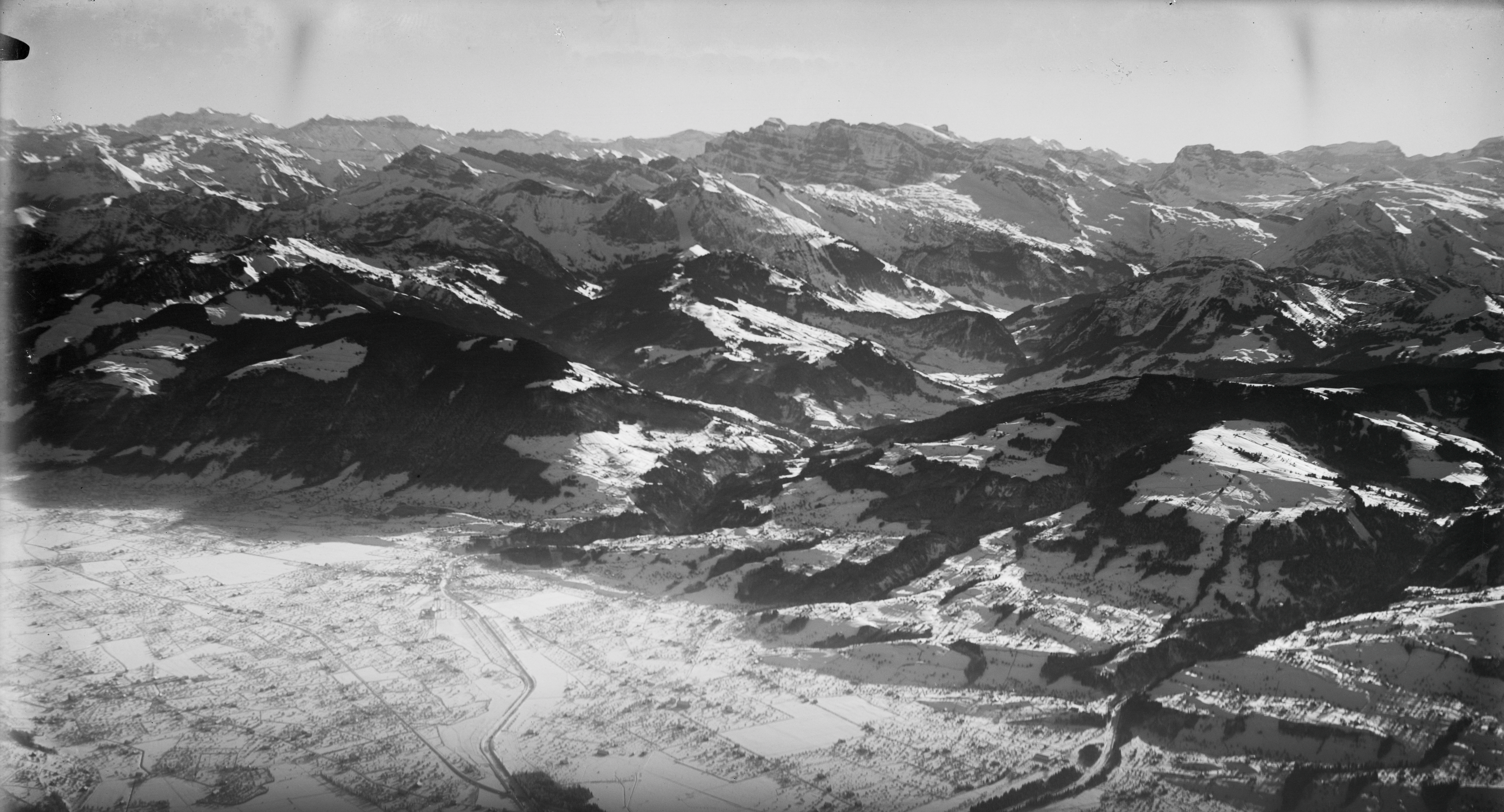
Historisches Luftbild von Walter Mittelholzer von 1919

## Wappen
Das Wappen wurde vom Siegelbild der Gemeinde aus dem 19. Jahrhundert abgeleitet. Dargestellt ist der heilige Martin mit Pferd, der Kirchenpatron der Galgener Pfarrkirche sowie ein kniender Bettler.

## Geographie
Galgenen liegt zwischen 1272 m und 430 m ü. M. am unteren Wägital. Die Wägitaler Aa hat hier am Talausgang gegen den Zürichsee zu ein kleines Flussdelta gebildet.

## Bevölkerung
| Jahr | Einwohner |
| ---- | --------- |
| 1850 | 1343      |
| 1900 | 1410      |
| 1950 | 2299      |
| 2000 | 3927      |
| 2010 | 4652      |
| 2020 | 5278      |

Galgenen hat 5278 Einwohner und der Ausländeranteil  beträgt 21,4 %. Über 2/3 der Bevölkerung sind Mitglied einer Landeskirche: 54,4 % sind Mitglied der römisch-katholischen Kirche und 13,1 % der evangelisch-reformierten Kirche (Stand: 31. Dezember 2020).
Zahlen zu weiteren Religionsgemeinschaften (neben den beiden Landeskirchen) wurden letztmals bei der Volkszählung im Jahr 2000 erhoben. Damals hatten 2 % der Bevölkerung eine andere christliche Konfession (darunter mehrheitlich christlich-orthodoxe Christen; aber ohne protestantische Freikirchen). 7 % waren muslimischen Glaubens und weniger als 1 % bekannte sich zu einer anderen Religion. 5 % waren konfessionslos und weitere 3 % machten keine Angabe zu ihrer Religion. Anmerkung: Protestantische Freikirchen wurden bei der Volkszählung gemeinsam mit den evangelisch-reformierten unter dem Begriff "protestantisch" (mit einem Bevölkerungsanteil von 15 %) zusammengefasst.

## Wirtschaft
Durch die Ausnutzung der Wasserkraft siedelte sich hier bereits im 19. Jahrhundert eine kleine lokale Industrie an, die recht diversifiziert ist. Möbelhersteller, Textilfabrik, Metallwaren, Fensterbau, mechanische Werkstätten und andere finden sich hier.

### Verkehr
Durch die Autobahnanschlüsse der Autobahn A3 in Lachen SZ ist Galgenen mit der Agglomeration Zürich verbunden.

## Geschichte
1229 wird Galgenen, damals Galgennun und 1275 als Standort der Kirche St. Martin erwähnt. Die Herkunft des Namens konnte bisher noch nicht geklärt werden.
Im 14. Jahrhundert hatte das Fraumünster in Zürich einigen Grundbesitz in Galgenen. 1405 kam Galgenen zum Kanton Schwyz.

## Sehenswürdigkeiten
- Kapelle St. Jost
- Katholische Pfarrkirche St. Martin
- Ruchweid Galgenen

## Bilder

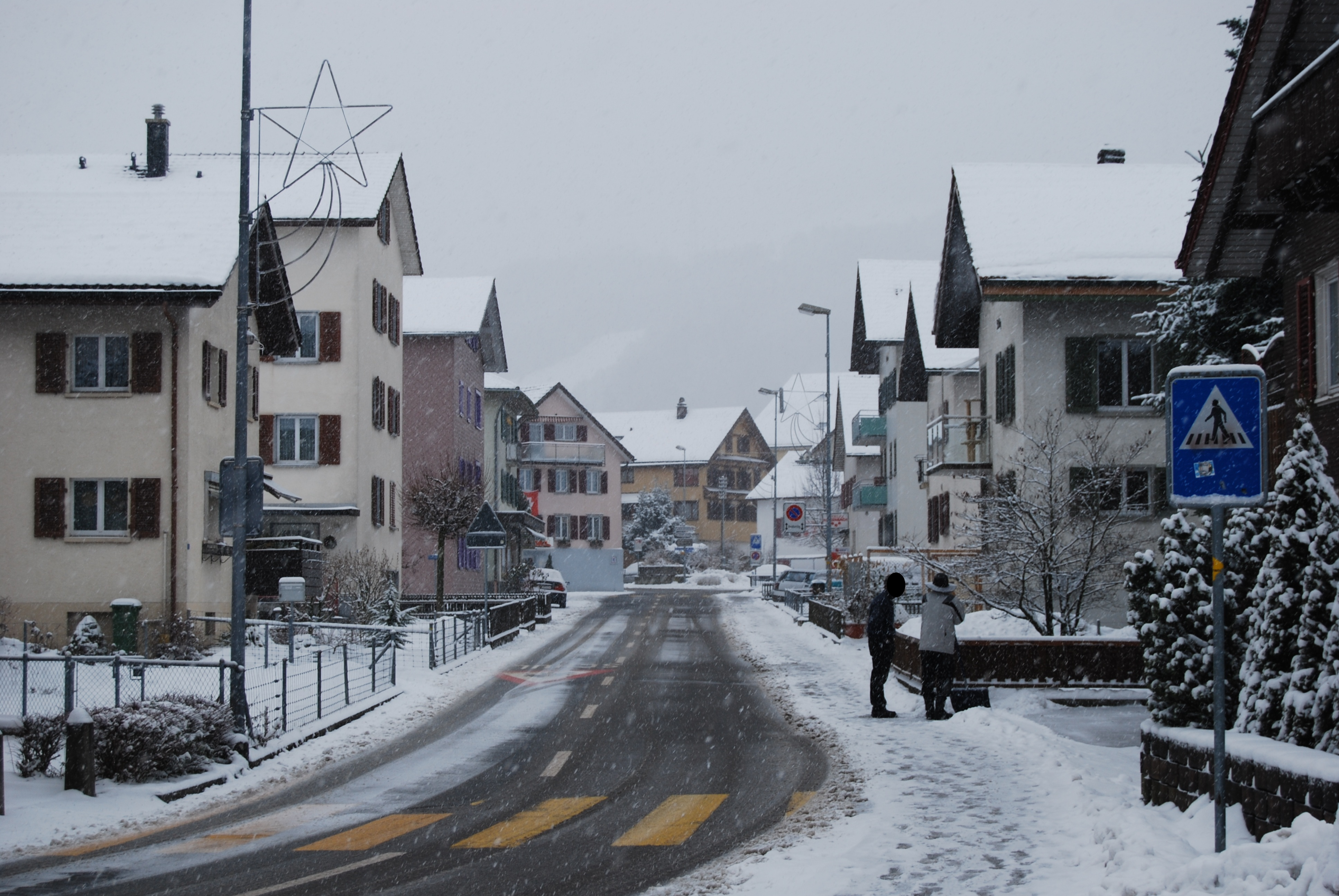
Dorfzentrum von Galgenen
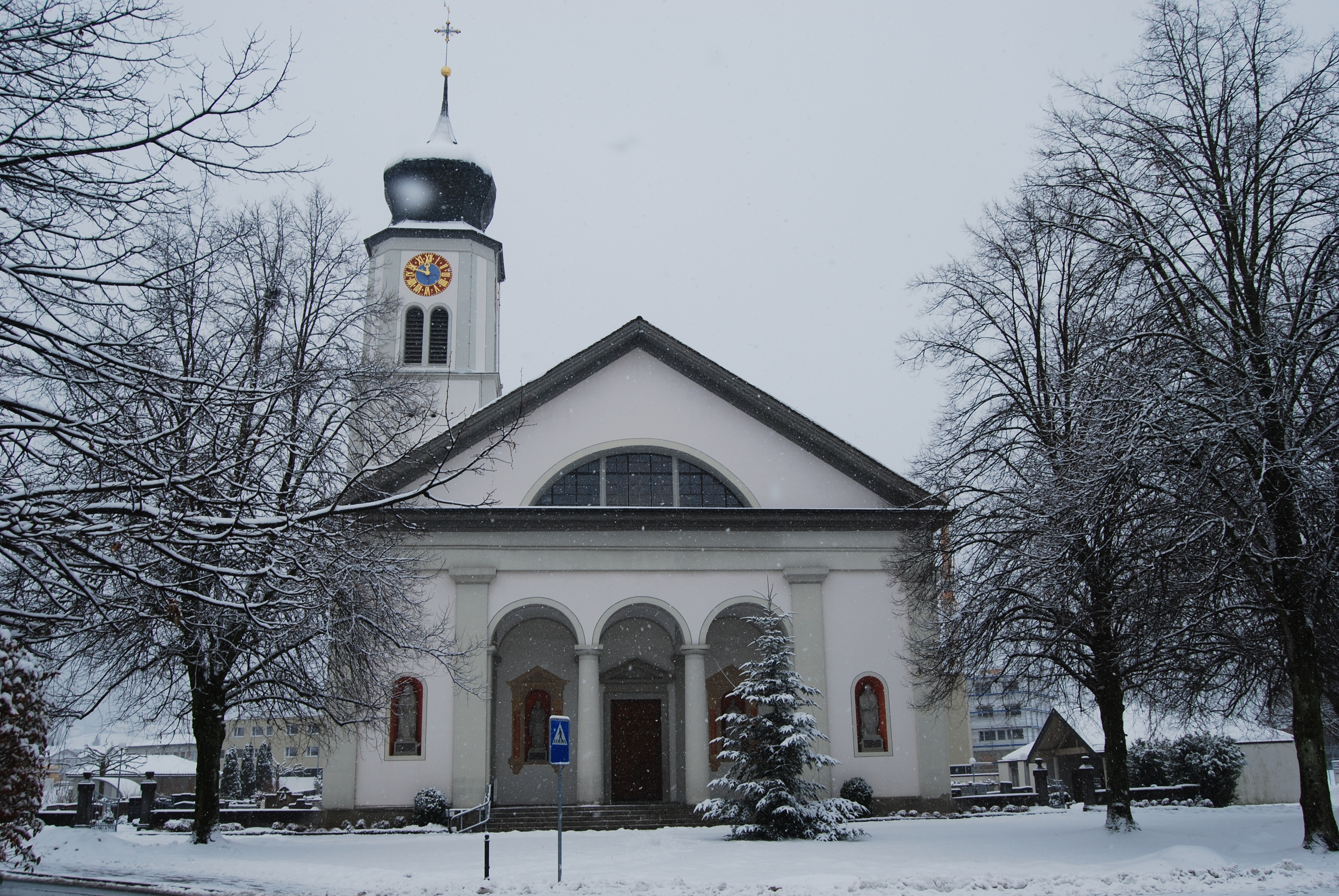
Katholische Kirche Sankt-Martin
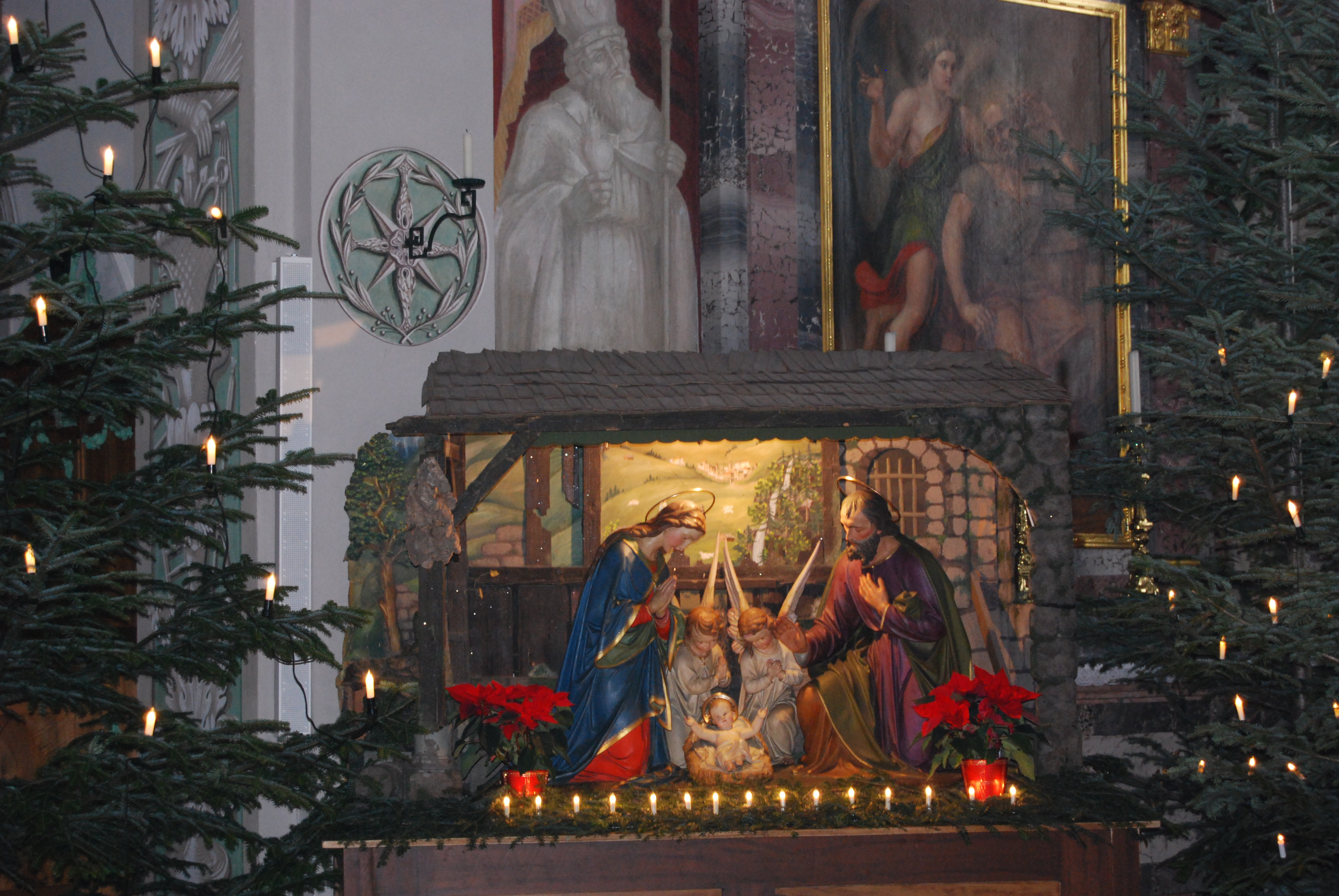
Weihnachtskrippe in der Kirche Sankt-Martin
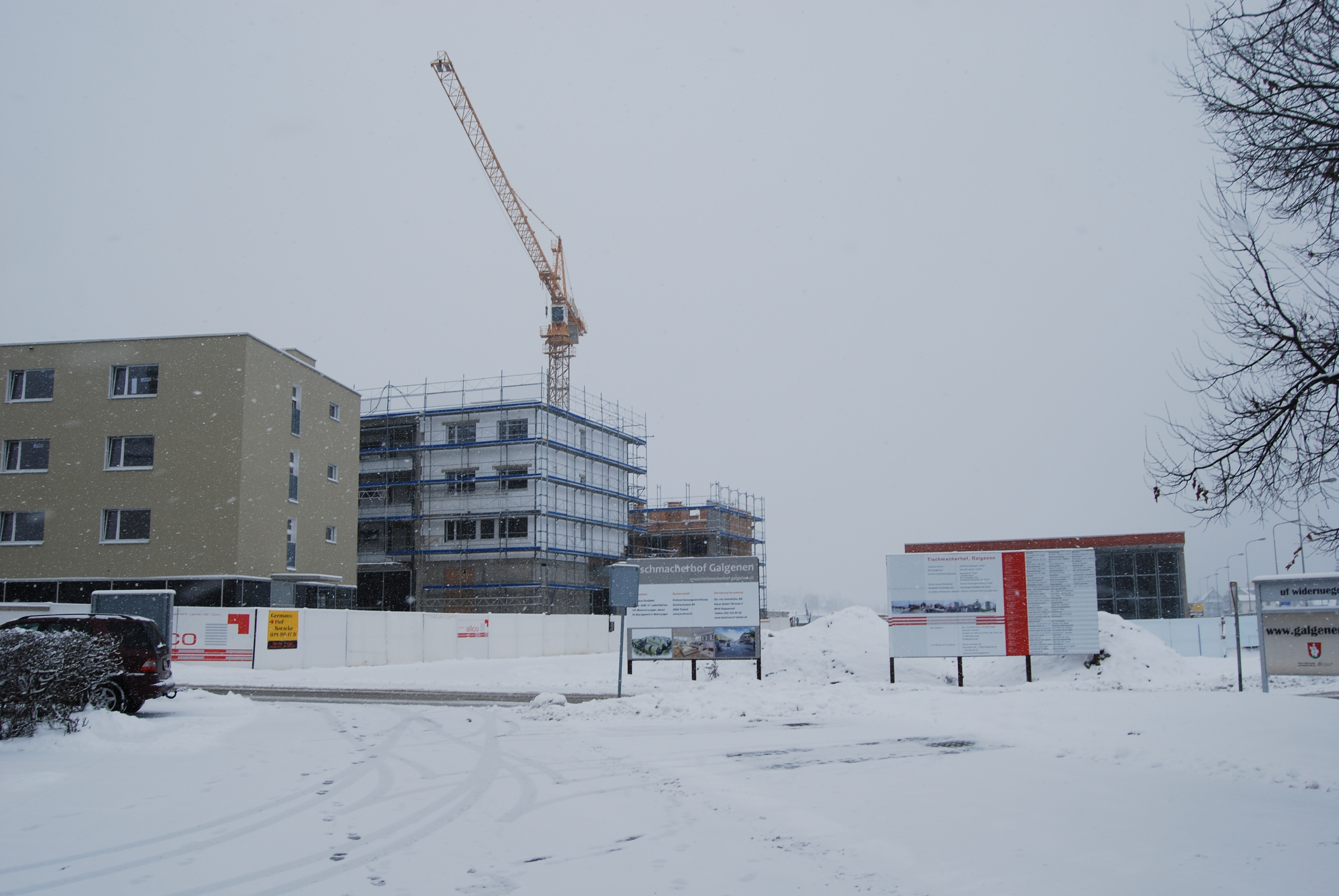
Neubausiedlung Tischmacherhof in Galgenen

## Persönlichkeiten
- Heinrich Oechslin (1913–1985), Richter und Politiker (CVP)
- Pirmin Schwander (* 1961), Politiker (SVP)